# Bernhard Ludwig Beckmann
Bernhard Ludwig Beckmann (auch Becman, Becmann oder Bekmann) (* 18. Januar 1694 in Pötnitz; † 3. Dezember 1760 in Berlin) war ein deutscher Pädagoge.

## Leben
Bernhard Ludwig Beckmann war ein Sohn des Pötnitzer Pfarrers Johann Philipp Beckmann († 1704), Enkel des Theologen Friedrich Beckmann (1624–1667) und Großneffe des Bibliothekars und Historikers Johann Christoph Bekmann. Er war zunächst ab 1718 Konrektor in Küstrin, bevor er dann ab 1726 als Subkonrektor und Professor am Joachimsthalschen Gymnasium in Berlin wirkte, wo er in der Folge noch unter dem Rektorat von Johann Philipp Heinius ab 1734 als Subrektor und ab 1753 als Konrektor tätig war. 
1729 heiratete Becmann in Berlin Charlotta Dorothea Mentzel, Tochter des verstorbenen königlichen Leibarztes Johann Christian Mentzel.
Beckmann brachte im Zeitraum von 1751 bis 1753 bei Christian Friedrich Voß in Berlin die „Historische Beschreibung der Chur und Mark Brandenburg“ mit 5 Teilen in 2 Bänden heraus und vollendete damit den vom preußischen König Friedrich I. seinem Großonkel Johann Christoph Bekmann 1707 erteilten offiziellen Auftrag, eine Geschichte der Mark Brandenburg zu verfassen.
Bernhard Ludwig Beckmann wurde unter der Präsidentschaft von Pierre Louis Moreau de Maupertuis am 4. Juli 1748 als Mitglied in die Königliche Akademie der Wissenschaften und am 24. Juli 1757 unter der Präsidentschaft des Mediziners Andreas Elias Büchner mit dem akademischen Beinamen Arianus Nicomediensis unter der Matrikel-Nr. 618 als Mitglied in die Kaiserliche Leopoldino-Carolinische Akademie der Naturforscher aufgenommen.
Von seiner Korrespondenz ist ein an ihn gerichteter Brief Friedrichs des Großen vom 8. Juli 1741 überliefert, der in der Zentral- und Landesbibliothek Berlin (Signatur: EH 919) aufbewahrt wird.

## Werke (Auswahl)
- Historische Beschreibung der Chur und Mark Brandenburg nach ihrem Ursprung, Einwohnern, Natürlichen Beschaffenheit, Gewässer, Landschafften, Stäten, Geistlichen Stiftern etc. Regenten, deren Staats- und Religions-Handlungen, Wapen, Siegel und Münzen, Wohlverdienten Geschlechtern Adelichen und Bürgerlichen Standes, Aufnehmen der Wissenschafften und Künste in derselben, teils aus schriftlichen und Archiven hergenommenen, oder auch gedrukten urkunden, theils aus der erfahrung selbst zusammen getragen und verfasset von Johann Christoph Bekmann, weiland der H. Schrift D. und Prof. auf der Universität Frankfurt, Mitglied der Königl. Soc. der Wissenschaften, ergänzet, fortgesetzet und herausgegeben von Bernhard Ludwig Bekmann, des Königl. Joachimsthal. Gymn. Prof. und Mitglied der Königl. Preußischen Academie der Wissenschaften. 
  - Band 1 (Theil 1–4), Berlin, Voß, 1751. (HAB Wolfenbüttel), (Digitalisat der Uni Potsdam).
  - Band 2 (Theil 5), Berlin, Voß, 1753. (Digitalisat der Bayerischen Staatsbibliothek).